# 拉杰沙希市
24°21′49″N 88°37′27″E / 24.3635886°N 88.62413509999999°E
拉杰沙希是孟加拉国西北部的一座城市，位于博多河畔，靠近与印度的国境。是拉杰沙希专区的首府，2011年人口763,952人，是孟加拉国内人口排名第四的城市。若是加上其整个都市圈的其他卫星城（如katakhali及Nowhata等）的人口，其总人口可超百万人。为孟加拉国西部地区的政治经济文化中心。当地的丝织品有名。

## 历史

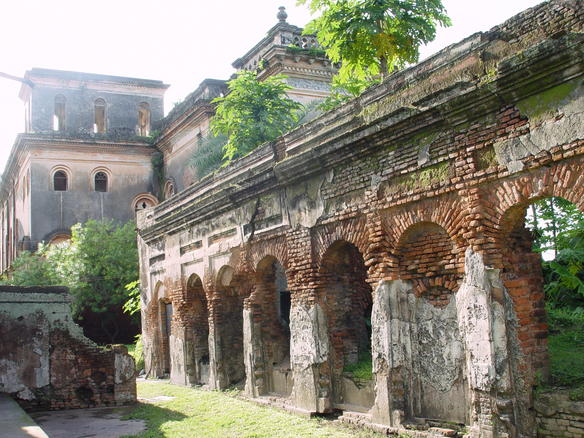
拉杰沙希普蒂亚寺庙遗址

拉杰沙希古时在奔那伐檀那（《新唐书·地理志》），《大唐西域记》译为奔那伐弹那国（Punnavardhana）的境内。中世纪时曾被称为兰普尔博阿利亚（Rampur Boalia）。该城建城时间，根据苏菲派圣人沙赫·马赫杜姆（Hazrat Shah Makhdum）的纪念碑文来看，可追溯至1634年。拉杰沙希这个地名的来源在一些学者之间有争议。一般认为是来自印度拉者的和波斯的沙阿两词的合并，这两个词均是指“国王”之意。在18世纪曾有一处荷兰租界。该地成为区域政治中心是在莫卧儿王朝的1825年。在印度民族起义期间，英军在此置一司令部，以镇压周边的叛乱。1876年升为城镇，1991年升为市。
在1897年6月12日发生的地震中，大部分的公共建筑都被摧毁。